# Lagocephalus sceleratus
Lagocephalus sceleratus (Gmelin, 1789) és una espècie de peix globus de la família dels tetraodòntids i de l'ordre dels tetraodontiformes que habita al Pacífic occidental i l'Índic (des d'on ha entrat al Mediterrani a través del Canal de Suez). No es pot menjar, ja que és verinós per als humans. De la mateixa manera que altres peixos globus, el peix globus argentat és extremadament verinós perquè els seus òrgans contenen tetrodotoxina que causa paràlisi dels muscles voluntaris, el que pot resultat en problemes respiratoris o cardíacs i, en els casos més greus, la mort. S'ha informat d'intoxicacions mortals a Egipte i Israel.

## Morfologia
Els mascles poden assolir 110 cm de longitud total i 7.000 g de pes. Aquesta espècie és semblant a Lagocephalus lagocephalus però és més allargat i presenta una aleta caudal simètrica. Dors gris o marronós, amb taques més fosques i ventre blanc. Presenta una banda de color platejat al llarg dels costats característica.

## Ecologia
És un peix marí, de clima tropical i associat als esculls de corall que viu entre 18-100 m de fondària. L'espècie és comuna en aigües tropical s dels oceans Índic i Pacífic. És una espècie invasora en el Mediterrani oriental, integrant de la migració Lessepsiana que ha afectat els ecosistemes marins del Mediterrani des de l'obertura del canal de Suez. S'ha capturat a les costes d'Israel, sud de Turquia i l'illa de Rodes. Recentment (2013) s'ha detectat en aigües de l'illa de Lampedusa en el Mediterrani central. El peix globus argentat s'alimenta d'invertebrats bentònics. Els ous i les larves es troben en la zona pelàgica.